# Aéroport international de Raleigh-Durham
L'aéroport international de Raleigh-Durham (en anglais Raleigh-Durham International Airport), (code IATA : RDU • code OACI : KRDU), est un aéroport international qui dessert le Research Triangle et les villes de Raleigh, Durham, Cary et Chapel Hill en Caroline du Nord.
En 2024, cet aéroport a reçu 15,5 millions de passagers, dépassant le précédent record de 14,5 millions de passagers de 2023.

## Situation
| \| 50 km1:11 286 000 \| Jacksonville Asheville Charlotte New Bern Fayetteville Greensboro Greenville Raleigh · Durham Wilmington |
| 50 km1:11 286 000 |

## Statistiques
Le graphique qui aurait dû être présenté ici ne peut pas être affiché car il utilise l'ancienne extension Graph, désactivée pour des questions de sécurité. Des indications pour créer un nouveau graphique avec la nouvelle extension Chart sont disponibles ici.

Voir la requête brute et les sources sur Wikidata.

## Compagnies et destinations
| Compagnies         | Destinations | Réfs   |
| ------------------ | --- | ------ |
| Air Canada Express | Toronto (Pearson) | [ 2 ]  |
| Air France         | Paris-Charles de Gaulle |        |
| Alaska Airlines    | San Francisco , Seattle-Tacoma | [ 4 ]  |
| Allegiant Air      | Cincinnati-Northern Kentucky, La Nouvelle-Orléans-L. Armstrong, Orlando-Sanford, Punta Gorda (Floride), St. Petersburg-Clearwater En saison : Fort Walton-Nord Floride , |        |
| American Airlines  | Charlotte-Douglas, Chicago-O'Hare, Dallas-Fort Worth, Londres-Heathrow, Los Angeles, Miami, New York-LaGuardia, Philadelphie En saison : Cancún | [ 6 ]  |
| American Eagle     | New York-John F. Kennedy, New York-LaGuardia, Pittsburgh, Washington-Reagan En saison : Charlotte-Douglas, Philadelphie | [ 6 ]  |
| Delta Air Lines    | Atlanta H.-Jackson, Boston Logan, Détroit, Los Angeles, Minneapolis-Saint-Paul, Orlando, Salt Lake City, Seattle-Tacoma En saison : Cancún, New York-LaGuardia , Tampa | [ 7 ]  |
| Delta Connection   | - Austin-Bergstrom, - Baltimore-T. Marshall, - Boston Logan, - Cincinnati-Northern Kentucky, - Cleveland-Hopkins, - John Glenn Columbus, - Détroit, - Fort Lauderdale-Hollywood, - Hartford-Bradley, - Indianapolis, - Minneapolis-Saint-Paul, - Nashville, - New York-John F. Kennedy, - New York-LaGuardia, - Newark-Liberty, - Philadelphie, - Tampa, - Washington-Reagan En saison : - Fort Myers, - Miami, - Orlando          | [ 7 ]  |
| Frontier Airlines  | - Austin-Bergstrom, - Las Vegas-Harry-Reid, - Orlando En saison : - Buffalo-Niagara - Cincinnati-Northern Kentucky, - Cleveland-Hopkins, - Denver, - Harrisburg (Middletown) , - Houston-George Bush, - Kansas City, - Milwaukee-General Mitchell, - La Nouvelle-Orléans-L. Armstrong - Portland (Maine) , - Providence-T. F. Green, - San Antonio, - San Juan - Luis-Muñoz-Marín - Syracuse-Hancock , - Trenton (comté de Mercer) | [ 10 ] |
| Icelandair         | En saison : Reykjavik-Keflavík |        |
| JetBlue Airways    | Boston Logan, Cancún, Fort Lauderdale-Hollywood, New York-John F. Kennedy | [ 11 ] |
| Southwest Airlines | - Atlanta H.-Jackson, - Baltimore-T. Marshall, - Chicago-Midway, - Dallas-Love Field, - Denver, - Fort Lauderdale-Hollywood, - Houston-W. P. Hobby, - Kansas City, - Las Vegas-Harry-Reid, - Nashville, - La Nouvelle-Orléans-L. Armstrong, - Orlando, - Phoenix-Sky Harbor, - Lambert-Saint Louis, - Tampa En saison :Cancún | [ 13 ] |
| United Airlines    | Chicago-O'Hare, Denver, Newark-Liberty, San Francisco, Washington-Dulles En saison : Houston-George Bush | [ 14 ] |
| United Express     | Chicago-O'Hare, Houston-George Bush, Newark-Liberty, Washington-Dulles | [ 14 ] |

Édité le 08/04/2018